# Roch Knapowski
Roch Bolesław Knapowski (ur. 16 sierpnia 1892 w Poznaniu, zm. 18 maja 1971 tamże) – polski filolog klasyczny, prawnik, ekonomista, wykładowca Uniwersytetu Poznańskiego.

## Życiorys
Syn Stanisława Knapowskiego, działacza ruchu ludowego w Poznaniu i Marii z domu Rzarzyńskiej. Ukończył dziewięcioklasowe niemieckie Königliches Friedrich-Wilhelm-Gymnasium w Poznaniu w 1911. Studiował na uniwersytetach w Berlinie, Monachium, Lipsku, Fryburgu i Heidelbergu. W 1916 w Heidelbergu uzyskał doktorat nauk ekonomicznych. Staranne wykształcenie dało mu poza wiedzą matematyczno-ekonomiczną biegłą znajomość języków obcych: niemieckiego, francuskiego i angielskiego oraz klasycznej greki i łaciny. W czasie studiów brał udział w działalności towarzystw studenckich Polaków i nauczał języka polskiego dzieci polskich emigrantów. Działalność publiczną kontynuował po powrocie do kraju, pracując jako tłumacz polskich urzędów cywilnych w okupowanej Warszawie; w Poznaniu ogłosił też drukiem kilka artykułów prasowych. Od stycznia 1919 roku był urzędnikiem Ministerstwa Przemysłu i Handlu. W 1921 roku wystąpił ze służby państwowej i został sekretarzem dyrekcji Banku Handlu i Przemysłu. Od 1923 naukowo związany był z Uniwersytetem Poznańskim, gdzie na Wydziale Prawno-Ekonomicznym został zastępcą profesora. Dwukrotnie habilitował się: w 1930 z ekonomii na odstawie pracy „Dualizm w teorii ekonomicznej pieniądza” okazała się ona podsumowaniem dorobku naukowego Rocha Knapowskiego w dziedzinie ekonomii nowożytnej. Wysiedlony w listopadzie 1939 wrócił w marcu 1945 roku wraz z rodziną do Poznania i zgłosił się do pracy na Uniwersytecie Poznańskim. Mianowany 31 lipca 1945 na profesora tytularnego, a 11 maja 1946 roku wobec zmiany przepisów na docenta etatowego nauki skarbowości i prawa skarbowego na Wydziale Prawno-Ekonomicznym UP, wykładał i prowadził zajęcia z dziedziny ekonomii, zajmując się równocześnie studiami starożytnymi. Habilitował się w 23 stycznia 1948 z zakresu historii starożytnej na Uniwersytecie Jagiellońskim. Od 1959 był profesorem zwyczajnym.
Jego specjalnością były zagadnienia związane ze starożytną skarbowością i finansami. W latach 50. prowadził w Poznaniu wykłady z hieroglifów. Zajmował się też geografią historyczną; jest autorem studium poświęconego postaci Pyteasza z Massalii. Do innych zainteresowań badawczych Knapowskiego należały dzieje Egiptu starożytnego. Pod koniec lat 40. w środowisku Uniwersytetu Poznańskiego podjęto starania odtworzenia Katedry Historii Starożytnej, której przewodzić miał Knapowski; próby te zostały jednak utrącone przez władze ministerialne, najpewniej z przyczyn politycznych.

## Wybrane prace
- O łupach Platejskich. Studium skarbowo-historyczne, 1947[2][8]
- Les comptes publiques de la République Romaine en 168 et 167 av. J.C, 1959[5]
- Der Staathaushalt der römischen Republik, 1961[2][9]